# بابونه‌ایان
بابونه‌ایان (نام علمی: Anthemideae) نام یک تبار از زیرخانواده کاسنی‌واریان است.